# Заболотье (Заводскослободский сельсовет)
Заболотье — деревня в составе Заводскослободского сельсовета Могилёвского района Могилёвской области Республики Беларусь.

## Географическое положение
Ближайшие населённые пункты: Батунь, Чернобель,Загрезье.